# HMS Narcissus (1886)
Den engelske panserkrydser Narcissus var bygget af stål, og Orlando-klassen på syv skibe var større udgaver af den beskyttede krydser Mersey, men forsynet med sidepanser. Sammenlignet med den foregående Imperieuse-klasse var sejlrigningen droppet fra starten, og det kom der nogle langt mere vellykkede skibe ud af. Imidlertid indtraf der samme problemer som under bygningen af den klasse, i og med at skibene blev tungere end planlagt, og dermed kom til at ligge dybere i vandet, hvorved sidepanseret blev næsten værdiløst. I Royal Navy tog man konsekvensen af denne udvikling og byggede ikke flere krydsere med sidepanser (dvs. panserkrydsere) i en periode på næsten 10 år.
På deres prøvetogter var alle skibene hurtigere end de bestilte 18 knob, idet de nåede mellem 18,8 knob (Australia) og 19,4 knob (Undaunted).
Narcissus var det fjerde af foreløbigt seks skibe i den britisk flåde med dette navn. "Narciussus" (Narkissos) er en person fra den græske mytologi, en ung mand, der forelsker sig i sit eget spejlbillede. De to efterfølgende skibe med navnet henviser dog til den blomst, der er opkaldt efter ham.

## Tjeneste
Narcissus blev først indlemmet i Kanalflåden, der opererede i den Engelske Kanal. I 1895 blev den sendt til eskadren i Kina. Narcissus blev solgt i 1906.